# ۵ ربیع‌الاول
۵ ربیع‌الاول، پنجمین روز از ماه ربیع‌الاول در تقویم هجری قمری است.
در تقویم هجری قمری قراردادی این روز شصت وچهارمین روز سال است.

## مناسبت‌ها
- وفات حضرت رباب(ع)

## وقایع
گشایش دارالفنون در سال ۱۲۶۸ (ه.ق)